# トゥールVB

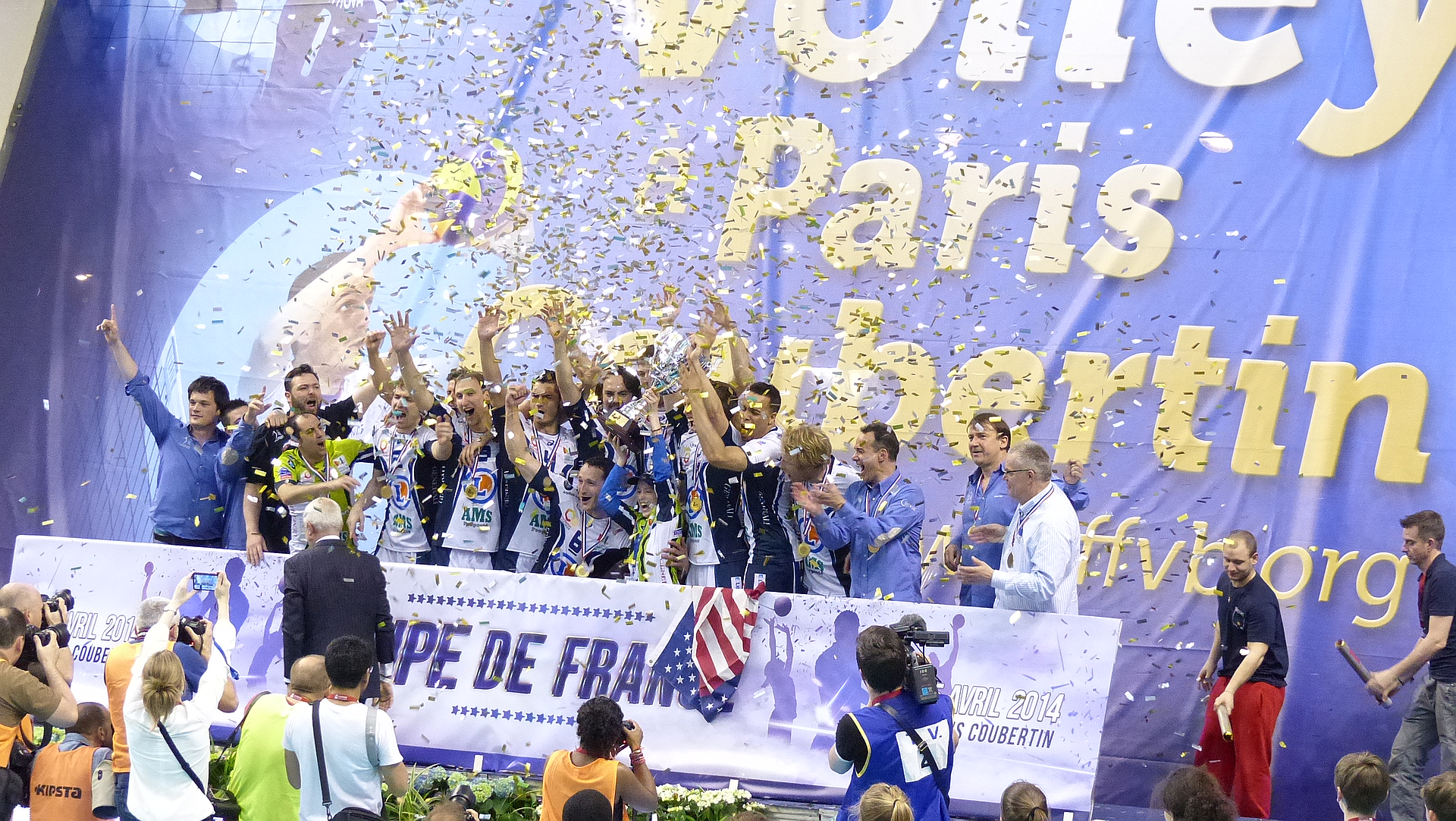
クープ・ド・フランス 2013-14 優勝

トゥールVB（Tours Volley-Ball）は、フランス・トゥールを本拠地とする男子バレーボールクラブチーム。

## 歴史
1988年、トゥールVB創設。1994年にナシオナル1Bで優勝し、ナシオナル1A（現リーグA）へ昇格した。
2003年にカップ初優勝、2004年のプレーオフ・ファイナルでASカンヌを降し、初のリーグ優勝を飾る。翌2005年には欧州チャンピオンズリーグファイナルでギリシャのイラクリス・テッサロニキに勝利し、初優勝を飾った。
2007年欧州チャンピオンズリーグでは2度目のファイナル進出を果たしたものの、ドイツのVfBフリードリヒスハーフェンに敗れ、準優勝に終わった。
2010年、2013年にリーグ優勝、カップ優勝の2冠を達成。2014年にリーグ優勝、カップ優勝、スーパーカップ優勝の3冠を達成した。

## 主な成績
フランスリーグ（6）
- 優勝：2004、2010、2012、2013、2014、2015
- 準優勝：2003、2006、2011

 フランスカップ（9）
- 優勝：2003、2005、2006、2009、2010、2011、2013、2014、2015
- 準優勝：2000、2001

 フランススーパーカップ（3）
- 優勝：2005、2012、2014
- 準優勝：2004、2006、2013

 欧州チャンピオンズリーグ（1）
- 優勝：2005
- 準優勝：2007

## 歴代所属選手
- ユベール・エノ
- ロイク・ド・ケルグレ
- ウラジミール・ニコロフ
- プラメン・コンスタンティノフ
- ヴァーサ・ミイッチ
- スロボダン・ボシュカン
- マルコ・サマルジッチ
- トーマス・サムエルボ